# 氯金酸钠
氯金酸钠是一种无机化合物，化学式 NaAuCl4。它是由 Na+ 和AuCl4−离子组成的。在室温下，它是金橙色的固体。它的无水物和二水物可以商购。

## 制备
制备四氯金酸钠的常规方法包括将氯金酸溶液加入氯化钠或碳酸钠中，以形成混合物。将混合物在100℃下搅拌，然后蒸发、冷却、结晶和干燥，得到橙色的氯金酸钠晶体。
H[AuCl
4] + NaCl  →  Na[AuCl
4] + HCl
2 H[AuCl
4] + Na
2CO
3  →  2 Na[AuCl
4] + H
2O + CO
2

## 用处
氯金酸钠是乙炔氢氯化反应的催化剂，也用于硫化物的氧化。